# Docăneasa, Vaslui
Docăneasa este un sat în comuna Vinderei din județul Vaslui, Moldova, România. Se află în partea de sud a județului, în Dealurile Fălciului, pe râul Jeravăț. La recensământul din 2002 avea o populație de 407 locuitori.
 Acest articol despre o localitate din județul Vaslui este deocamdată un ciot. Puteți ajuta Wikipedia prin completarea lui.